# Centretown
Centretown är en stadsdel i Kanadas huvudstad Ottawa. I stadsdelen bor över 20 000 invånare.